# SN 2006pn
SN 2006pn – supernowa typu Ia odkryta 13 listopada 2006 roku w galaktyce A034902-0031. W momencie odkrycia miała maksymalną jasność 21,60m.